# Pontaumur
Pontaumur é uma comuna francesa na região administrativa de Auvérnia-Ródano-Alpes, no departamento Puy-de-Dôme. Estende-se por uma área de 13,85 km². Em 2010 a comuna tinha 753 habitantes (densidade: 54,4 hab./km²).